# La Force du Destin (telenovela)
Pour les articles homonymes, voir La Force du destin.
Production
Diffusion
Chronologie
Cuando me enamoro (2010-2011) La que no podía amar (2011-2012)
La fuerza del destino (La force du destin) est une telenovela mexicaine diffusée en 2011 sur Canal de las Estrellas.
En Afrique francophone, et en  France, elle est diffusée sur la chaîne YouTube JFB TV depuis Le 16 novembre 2020 et  sur IDF1 de septembre 2013 à juillet 2014.

## Synopsis
C'est l'histoire d'Ivan, fils d'une domestique, dont le puissant Juan Jaime Mondragon est le père biologique. Il  est amoureux de Marie-Paz, capricieuse et frivole fille aînée des riches Lomeli-Curiel, qui tombe enceinte. Lucrecia Curiel envoie des hommes le passer à tabac. Il s'exile aux États-Unis, où il peut aller de l'avant, grâce à la bienveillance  paternelle de "Tony" ... Dix ans après, devenu ingénieur, il revient au Mexique affronter son passé.

## Distribution
- Sandra Echeverría : Lucia Curiel
- Delia Casanova : Dona Carlota Curiel
- David Zepeda : Ivan Mondragón
- Juan Ferrara : Don Jaime Mondragón
- Gabriel Soto : Camilo Galván                              (Antagoniste)
- Alejandro Tommasi : Don Gerardo Lomelí
- Pedro Armendáriz Jr. : Anthonio McGuire
- Laisha Wilkins : Maripaz Curiel
- Rosa María Bianchi : Don Lucrecia Curiel Barcelata de Lomelí
- Leticia Perdigón : Arcelia Ledesma Vda. de Galván
- Kika Edgar : Carolina Muñoz
- Marcelo Córdoba : Antolín Galván
- Ferdinando Valencia : Saúl Mondragón Domínguez
- Lucero Lander : Esther Domínguez de Mondragón
- Yuliana Peniche : Carmen Galván
- Jauma Mateu : David Mondragón Domínguez
- Roxana Rojo de la Vega : Judith Mondragón Domínguez
- Alejandro Tommasi : Don Gerardo Lomeli
- Alfonso Iturralde : Silvestre Galván
- Leticia Calderón : Dona Alicia Villagómez
- Ignacio Guadalupe : Don Benito Jiménez
- Willebaldo López : Cleto
- María Prado : Gloria
- Joana Brito : Eduviges
- Fernando Robles : Leandro
- José Montini : Miguel Hernández
- Diego Velázquez : Alejandro "Álex" Lomelí Muñoz / Alejandro "Álex" McGuire Lomelí
- Evelyn Zavala : Alicia "Licha" Mondragón Galván
- Renée Varsi : Juliette Abascal de Rodríguez
- Ramón Valdez : Ezequiel
- Carla Cardona : Berenice Escalante
- Luis Bayardo : Juez Porfirio
- Jesús Moré : Ing. Carlos Orozco
- Rubén Cerda : Dr. Fuentes
- Moisés Manzano : El Compadre
- Roberto Sen : Lic. Castaño
- José María Negri : Lic. Torres
- Beatriz Moreno : Stella
- Alejandro Peraza : Dr. Cuéllar
- Agustín Arana : Robert Rodríguez
- Adriano Zendejas : Iván Villagómez (jeune)
- Marilyz León : Lucía Lomelí Curiel (jeune)
- Renata Notni : Lucía Lomelí Curiel (adolescente)
- Ilse Zamarripa : María de la Paz "Maripaz" Lomelí Curiel (jeune)
- Michael Ronda : Camilo Galván (jeune)
- Erick Diaz : Antolín Galván (jeune)
- Alejandro de Hoyos Parera : Saúl Mondragón Domínguez (jeune)
- Fernanda Urdapilleta : Judith Mondragón Domínguez (jeune)

## Diffusion internationale
- Canal de las Estrellas (2011)
- Venevisión
- Mega
- RCN Televisión
- Telemicro / Antena Latina
- Univision
- América Televisión
- RTV Pink
- Pink BH
- Pink M
- Pink 15
- TCS
- TV Puls
- Telemetro / Telemix Internacional
- Telefuturo
- La 1
- Zap Novelas
- POP TV
- Canal 9
- Story 4
- TV3
- Acasă
- Farsi1
- Viva
- HRT 1
- 2M
- ANT1
- IDF1 (2013)
- Telenovela Channel (2014)

### Sources
- (es) Cet article est partiellement ou en totalité issu de l’article de Wikipédia en espagnol intitulé « La fuerza del destino (telenovela) » (voir la liste des auteurs).